# 32730 Lamarr
32730 Lamarr è un asteroide della fascia principale. Scoperto nel 1951, presenta un'orbita caratterizzata da un semiasse maggiore pari a 2,2126793 au e da un'eccentricità di 0,2096616, inclinata di 5,74751° rispetto all'eclittica.